# 教宗亚加一世
教宗聖亚加一世（拉丁語：Sanctus Agapetus PP. I；？—536年4月22日）原名不詳，於535年5月13日至536年4月22日為教宗。

## 譯名列表
- （繁體中文）亞加一世：香港天主教教區檔案　歷任教宗作亞加。
- （繁體中文）阿加佩圖斯一世、阿加佩图斯一世：大英綫上作阿加佩圖斯。